# Liste der Monuments historiques in Saint-Benoît-sur-Seine
Die Liste der Monuments historiques in Saint-Benoît-sur-Seine führt die Monuments historiques in der französischen Gemeinde Saint-Benoît-sur-Seine auf.

## Liste der Objekte
| Bezeichnung                           | Beschreibung                                                                      | Standort                       | Kennzeichnung | Schutzstatus | Datum | Bild |
| ------------------------------------- | --------------------------------------------------------------------------------- | ------------------------------ | ------------- | ------------ | ----- | ---- |
| Kruzifix                              | Eichenholz, farbig gefasst, 18. Jahrhundert                                       | in der Kirche St-Benoît (Lage) | PM10003567    | Inscrit      | 1980  |      |
| Skulpturengruppe Unterweisung Mariens | Eichenholz, 17. Jahrhundert; die Marienfigur weitgehend abgegangen                | in der Kirche St-Benoît (Lage) | PM10001908    | Classé       | 1980  |      |
| Skulptur Heiliger Bendeikt            | Kalkstein, ehemals farbig gefasst, 16. Jahrhundert                                | in der Kirche St-Benoît (Lage) | PM10001906    | Classé       | 1908  |      |
| Hauptaltar                            | Tabernakel und Retabel; Eichenholz, farbig gefasst und vergoldet, 17. Jahrhundert | in der Kirche St-Benoît (Lage) | PM10001907    | Inscrit      | 1980  |      |
| Chorgestühl und Wandvertäfelung       | Eichenholz, 18. Jahrhundert                                                       | in der Kirche St-Benoît (Lage) | PM10003546    | Inscrit      | 1980  |      |